# Пон Джун Хо
В това корейско име фамилията Пон стои пред личното име.
Пон Джун Хо (на корейски: 봉준호, [poːŋdʑunɦo]) е южнокорейски режисьор.
Роден е на 14 септември 1969 година в Тегу в семейство на университетски преподавател по дизайн, което малко по-късно се премества в Сеул. Негов дядо по майчина линия е известният писател Пак Те Уон. Участва активно в студентското демократично движение през 80-те години, завършва „Социология“ в Университета „Йонсе“ през 1995 година.
Работи в киното, от 2000 година режисира свои филми. Получава широка известност с „Мемоарите на едно убийство“ (살인의 추억, 2003), „Чудовището“ (괴물, 2006), „Снежен снаряд“ (설국열차, 2013) и „Паразит“ (기생충, 2019), който печели награди „Златна палма“ и „Оскар“ за най-добър филм и най-добър чуждоезичен филм.

## Избрана филмография
- „Мемоарите на едно убийство“ (살인의 추억, 2003)
- „Чудовището“ (괴물, 2006)
- „Снежен снаряд“ (설국열차, 2013)
- „Паразит“ (기생충, 2019)